# 全知讀者視角
《全知讀者視角》（：／），由韓國作家夫婦sing N song共同創作的網路小說，於2018年開始在munpia連載，本篇于2020年2月2日完结，2023年2月15日開始连载外传。後來被UMI與Sleepy-C改編成Webtoon漫畫，從2020年5月26日連載至今。

## 劇情簡介
主角金獨子是一個平凡的上班族，唯一的嗜好是閱讀網路小說《在滅亡的世界中存活的三種方法》（簡稱「滅活法」），然而，在長達十年的連載期間，主角是唯一的讀者。當主角看完最終話的時候，小說中的場景卻轉瞬間成為了現實。隨著城市成為煉獄，熟悉的小說角色紛紛登場，那強大無比、牽動整個故事轉動的「小說主角」開始照著劇情行動，熟悉的日常將一去不復返，一個新的世界正在誕生，而金獨子將是唯一知曉這個新世界結局之人。

## 人物介紹
由於登場人物眾多，將只簡略介紹重要角色。名詞翻譯以繁體中文版小說為主。
- 以下演員為韓國電影演員。
- 以下配音員為中文版有聲劇配音員。

### 金獨子集團
金獨子（韓語：김독자）
演員：安孝燮
配音：刘明月
星座修飾語：救贖的魔王（韓語：구원의 마왕）、光與暗的守望者
背後星：無
為本作的主角。是網路小說《在滅亡的世界中存活的三種方法》（簡稱《滅活法》）長達十多年來的唯一讀者，他對於這個新世界的認識與未來發展比周圍的所有人還要清楚。
韓國官方漢字也是「金獨子」，「獨子」雙關「讀者」。
身高176、體型纖瘦，黑短髮質細，睫毛長、膚色白，給人清爽與敏感並存的平靜印象。擁有獨特的笑容，面帶笑容和面無表情時給人感覺差很多。然而容貌在多數人眼中模糊不清（特別是對《滅活法》登場角色），所以曾被冠上「其貌不揚的王」的稱號。
為抵達理想結局，需要力量與夥伴以對抗星流和眾多星座，因此金獨子很早便開始計畫，陸續取得「無王世界之王」、「異蹟對抗者」、「凌辱頻道主之人」、「災獲之王狩獵者」這四個傳奇級傳說，打算成為星座並組織星雲＜金獨子集團＞。這一連串行動使金獨子逐漸成為數個大型星雲的眼中釘。於主線任務#10為了讓夥伴們達成「殺死魔王」的通關條件，自願當上魔王而被擊殺並逐出主線任務，同時取得第五個傳奇級傳說「救贖的魔王」，成為傳說級星座「救贖的魔王」。
之後金獨子利用技能「第四面牆」減輕流放者懲罰持續破壞精神與肉體的效果，依計畫進入第73魔界迴避大型星雲視線、恢復化身體，後在劉衆赫、烏列爾、張夏景、亞蓮、韓明伍等人的幫助下成功回到主線任務，並贏得魔王選舉成為第73魔界的統治者，獲得浩瀚神話「魔界之春」。也在主線任務#60巨人族戰爭取得第二個浩瀚神話「吞噬神話的聖火」。
為了拯救第41次回歸世界線的申流承，開始與星雲＜冥界＞有一系列接觸，並多次獲得其協助。在主線任務#60最後成為「富裕夤夜之父」黑帝斯的養子，正式成為冥界繼承人。
主線任務#80-#89神魔大戰後，獲得第二個星座修飾語「光與暗的守望者（韓語：빛과 어둠의 감시자）」及浩瀚神話「光與暗的季節」。
在主線任務#95最後被戴上緊箍，因此得到第三個星座修飾語「緊箍兒的囚犯（韓語：긴고아의 죄수）」後因與瘤老頭之王的契約讓異界神格在「西遊記」中的占比達到30%而獲得浩瀚神話「被遺忘之物的解放者」。
解放原本的「最古老的夢」之後，為了讓世界得繼續運轉而成為新的「最古老的夢」。
劉衆赫（韓語：유중혁）
演員：李敏鎬
配音：郝祥海
稱號：霸王
背後星：最古老的夢
《滅活法》的主角，由於其星痕「回歸」與「傳承」，使其能在每次死後以回到主線任務開始的時間點並繼承過往記憶和各項技能，使他擁有更多攻略資訊，且能力值相較於其他人能在有限的生命中無限增長。
在《滅活法》中回歸了1863次，雖是為拯救世界而行動，但隨著回歸次數的增長，他的人性和道德感變得越加模糊，表現出極端的心態和行為。在第1863次回歸覺醒阿凡達能力，將自己的人格精準分為二，其中一個劉衆赫選擇死亡，另外一個繼續回歸。
韓秀英（韓語：한수영）
配音：沈念如
稱號：黑炎女帝→黑炎魔皇
背後星：深淵的黑焰龍
星座修飾語：虛假結局的創作者
熱門網路小說《SSSSS級無限回歸者》的作者，因為內容與《滅活法》過於雷同而被金獨子指控抄襲，但韓秀英否認且聲稱小說靈感源於自己做的夢。王位爭奪戰結束後開始與金獨子一行人行動，在主線任務#5成為星座「深淵的黑焰龍」的化身。非常聰明，後成為星雲＜金獨子集團＞的智囊。
擁有「阿凡達」能力。製作阿凡達需要注入一部分記憶，收回阿凡達能取回記憶，但若阿凡達被他人消滅，該記憶將會消失；若注入過多記憶，該阿凡達將失去控制。
韓秀英（阿凡達）
韓秀英初次使用「阿凡達」技能時曾因注入過多記憶導致該阿凡達失去控制而失蹤。該名失控的阿凡達擁有菸癮和多數《滅活法》內容的記憶，之後與隱密的謀略家簽約，前往第1863次回歸的世界線執行「殺死劉衆赫」的任務。任務完成後，她繼續通關主線任務，最後獨自穿越「最後之牆」，並遇到第1863次回歸世界線的鬼怪王。
該鬼怪王為尋找《滅活法》的作者「tls123」，順手帶著阿凡達韓秀英穿越至「最初世界線」主線任務#1發生的十多年前，阿凡達韓秀英因此附身到年幼的自己身上，且僅能在她沉睡時行動。然而數月過去鬼怪王仍未找到tls123蹤跡，《滅活法》也未問世，只發現因自殺而住院的金獨子。韓秀英因此推論《滅活法》是阻止金獨子自殺的生存動力，最後決定以tls123名義開始連載《滅活法》；金獨子也在鬼怪王誘導下成為此作品讀者，從此不再有自殺行為。連載期間，年輕韓秀英亦開始以沉睡時阿凡達韓秀英創作的《滅活法》為靈感創作《SSSSS級無限回歸者》。十多年後《滅活法》完結之際，她的能力耗盡，逐漸融入年輕韓秀英的意識，在消逝前囑咐鬼怪王繼續保護金獨子。
劉尚雅（韓語：유상아）
演員：蔡秀彬
配音：闫夜桥
稱號：月光女孩→月光賢帝→曼荼羅的繼承者
背後星雲：＜奧林帕斯＞
是金獨子在遊戲公司Minosoft的人力資源部門的同事。曾有「簡報女王」的稱號。平日不會搭乘地鐵，但腳踏車被韓明伍偷竊後搭乘地鐵3號線通勤而偶遇金獨子，被捲入主線任務#1，之後成為金獨子的夥伴之一。
出身高薪家庭，父親是法官；為了追求獨立進入遊戲公司。在公司中為了報復同事，在咖啡機中加入胡椒粉，引發「咖啡機事件」。後來公司要求24小時看守咖啡機，金獨子看守時劉尚雅繼續搞事，金獨子都沒有舉發。
過度使用能力引發意識流，金獨子必須選擇救母親或劉尚雅，劉尚雅被吸進第四面牆成為管理員。發現第四面牆的破洞會漏出「神諭」，跟金獨子合作製造假神諭。
鄭熙媛（韓語：정희원）
演員：Nana
配音：常蓉珊
稱號：滅惡的審判者
背後星：惡魔般的火之審判者（大天使烏列爾）
在《滅活法》中僅是路人角色，個性爽朗、嫉惡如仇的女性，被金獨子發掘實力成為「滅惡的審判者」，擁有強力技能「審判時刻」，對付「惡者」時，在絕對善體系星座表決同意後便能使用此技能大幅提升戰鬥能力。在主線任務#5成為烏列爾的化身，獲得其星痕「地獄炎火」。在＜金獨子集團＞擁有僅次於劉衆赫的戰力，誓言成為金獨子的「劍」。故事中與李賢誠發展出曖昧關係。
在神魔大戰中因被多數大天使背叛，覺醒成為「滅亡的審判者」，從此「審判時刻」不再需要絕對善體系星座的同意，只要＜金獨子集團＞成員表決通過即可使用。
李賢誠（韓語：이현성）
演員：申承浩
配音：瞳音
稱號：純情強鐵→鋼鐵劍帝
背後星：鋼鐵的主人（綠野仙蹤的錫樵夫）
《滅活法》中的主要角色之一。個性單純耿直、身材高大壯碩的前軍人。誓言成為金獨子的「盾」。
李吉永（韓語：이길영）
演員：權恩成
配音：黑特
稱號：昆蟲男孩→蟲王
背後星：深淵的支配者（亞巴頓）
首次出現在主線任務#1的列車上，由於李吉永持有的採集箱中有著昆蟲，金獨子在任務開始後便利用它滿足「至少殺死一個生命」的任務條件。而由於拿走了採集箱的金獨子，把裡面的昆蟲遞給了他，因此李吉永也活了下來。
非常喜歡金獨子，故事中常暗示他對獨子有種狂熱，甚至想占為己有。雖然平時有很多像孩子般的一面，但在特定情況下，也會表現出異常的成熟。金獨子一行人中，因與申流承年齡相仿且技能相近，經常一起行動。平時雖互動良好，但兩人容易針對獨子相關的話題而吵架。
申流承（韓語：신유승）
稱號：馴獸大師→靈獸之王
背後星：救贖的魔王（金獨子）
《滅活法》主要角色之一，年紀與李吉永相近的少女，未來的她會以「氾濫之災」登場，擁有「馴獸」、「多元交流」等稀有能力。
在主線任務#5被金獨子收留並贊助、培養。
李智慧（韓語：이지혜）
演員：Jisoo
配音：姜英俊
稱號：海上提督
背後星：海上戰神（李舜臣）
《滅活法》的主要角色之一，認劉衆赫為「師父」，因星痕能力而成為海戰要角。在主線任務#1不得已殺害好友而存活，這件事日後成為她的心理陰影及遺憾之一。
李雪花（韓語：이설화）
稱號：醫仙
背後星：龜巖神醫（許浚）
劉衆赫第二次回歸時曾與其相愛、結婚並育有一子，但母子後來因安娜卡芙特的計謀而間接死亡。在金獨子存在的第三次回歸中被「帕洛賽特的安緹努斯」寄生成為「毒姬」，對劉衆赫下了千靈毒並試圖喚醒災禍，被金獨子以技能「點穴」解除寄生後成為金獨子等人的夥伴。
孔弼斗（韓語：공필두）
演員：朴浩山
配音：图特哈蒙
稱號：武裝城主
背後星：防禦大師
《滅活法》的反派角色「十惡」之一，統領「屋主聯盟」，在主線任務#3被金獨子使計拉攏成為夥伴之一。
張夏景（韓語：英語：）
稱號：歸來者之王
《滅活法》中的第二主角，出身自第七十三號魔界。擁有「來歷不明之牆」，此技能能夠讓使用者和指定星座聯絡。

### 現實人物
本章節列出現實世界的其他人物。
韓明武（韓語：한명오）
演員：崔英俊
配音：藤新
背後星：瘸腿騙子
金獨子在Minosoft的上司，多次欲接送劉尚雅上下班被拒絕，於是偷了她通勤用的腳踏車但仍被拒絕，因此又跟蹤劉尚雅進入地鐵第3807車廂。由於在金湖站給了惡魔物種「黑暗守護者」最後一擊，被惡魔物種主人「盛怒與慾望的魔神」魔王阿斯莫德詛咒而懷孕生下一女。其女之後成為阿斯莫德的化身體，韓明伍也因此被賜予惡魔貴族的頭銜。在第73魔界與金獨子重逢，為了救出女兒而改過自新，開始協助金獨子一行人。技能為「單腳飛毛腿」，緊急時可以砍下自己一條腿逃跑。
李秀卿（韓語：이수경）
稱號：遊蕩者之王
背後星：始祖之母（熊女）
金獨子的親生母親，過去經常受其丈夫家暴，在十多年前因殺害丈夫罪名而入獄。金獨子探監時曾向李秀卿講述《滅活法》部分內容，使其得知部分通關資訊。事實上其丈夫為金獨子所殺，李秀卿為保護兒子而頂罪，並且為了讓金獨子徹底擺脫殺人罪嫌，在入獄後寫作「母親因受丈夫家暴而殺害丈夫」的散文集《地下殺人犯手記》被賣成暢銷書，但也讓金獨子曝露於媒體，被貼上「殺人犯之子」等標籤而飽受霸凌。

### 小說人物
本章節列出網路小說《滅活法》登場的其他人物。
金南雲（韓語：김남운）。
稱號：妄想惡鬼
《滅活法》中主要角色，劉衆赫的夥伴之一，有「中二病」特性。主線任務#1與金獨子位於同一節車廂，在金獨子介入下沒能達成任務條件而死。靈魂到達冥界後被派遣建造巨神兵，看開生死性格也變得開朗。第73魔界大戰金獨子召喚的巨神兵是金南雲的靈魂完成。
韓東勛（韓語：한동훈）
配音：邓宥希
稱號：隱遁暗影之王
背後星：幕後暗影
擅長處理電腦的廢人少年，原本是被稱為首爾七王之一的隱匿影子之王，此次故事也差點成為「影子之王」，然而由於被幾個使徒玩弄，因此這次他過著與王無關的生活。因為不太會和人面對面交談，所以大部分對話都是通過手機傳訊。他的專屬技能可以開啟Wi-Fi，讓這個通信基礎設施癱瘓的毀滅世界中，能夠使用互聯網。
安娜卡芙特（韓語：안나 크로프트）
特性：先知
背後星雲：＜阿斯嘉德＞
來自美國拉斯維加斯，擁有「先知」特性，領導美國的化身們並組織「查拉圖斯特拉」，為拯救人類、阻止世界末日而行動。在《滅活法》劇情中曾多次背叛劉衆赫，因此金獨子對其印象不佳。
基里奧斯·羅德格拉姆（韓語：키리오스 로드그라임）
稱號：逆說之白清
出身自「和平之地」的小人族，後來加入「第一武林」的白清門派，突破自身種族極限成為「超凡座」，是白清門派最後一位掌門。以「白清罡氣」成名，並擁有秘傳絕技「電人化」，力量不遜於傳說級星座。在《滅活法》中與劉衆赫的師父「破天劍聖」南宮珉英有一段緣分。
在主線任務#6中，金獨子為了透過書籤取得「電人化」技能，使計讓基里奧斯收其為徒。
南宮珉英（韓語：남궁민영）
稱號：破天劍聖(韓語：파천검성)
出身自「第一武林」，擁有一半的巨人族血脈。擁有秘傳絕技「破天劍道」，且只能傳授於女性。在《滅活法》中劉衆赫拜「破天劍聖」南宮珉英為師，並突破自身性別限制習得「破天劍道」。在《滅活法》中，破天劍聖一生只收過兩名弟子。一名為「破天神君」(韓語：파천신군)，是一隻雌性的短毛狗。另一名為劉衆赫。

### 鬼怪
鼻荊
配音：阎么么
頻道代號：BI-7623
經營實況頻道，主持任務的鬼怪之一。負責第一個任務轉播的鬼怪，後來被金獨子誘惑簽下直播的契約，因為金獨子的故事精彩，頻道不停擴大，成為負責朝鮮半島的上級鬼怪。一直默默幫金獨子一行人加油。
譬喻
頻道代號：BI-90594→BY-9158
原本是來自劉衆赫第41次回歸世界線的「申流承」。該世界線中在不斷失去夥伴而陷入絕境後，被劉衆赫要求尋找通關線索並幫助過去世界線的劉衆赫到達結局，於是藉由「地平線的惡魔」的協助開始往返不同世界線搜集資訊。經過超過千年的旅程，她的心志不斷消磨耗損，對劉衆赫的情感逐漸從仰慕轉為憎惡。最終她回到早期世界線，作為主線任務#5的「氾濫之災」登場。
在劉衆赫第二次回歸時決定給最後一次機會，與之合作並盡全力給予通關提示；但在《滅活法》劉衆赫第三次回歸的世界線得知第二次回歸的失敗後，她判斷劉衆赫終將變得冷血無情並再次抵達讓她絕望、流浪的第41次回歸，沒有繼續協助的必要，因此與劉衆赫等人為敵。
在被金獨子改變的第三次回歸世界線中，因金獨子介入決定與劉衆赫等人和解，但最後仍因鬼怪保羅的陰謀不幸身亡。之後在金獨子、鼻荊與星雲＜冥界＞協助下轉生為鬼怪，被金獨子取名為「譬喻」。鬼怪狀態擁有全身白色細毛、如棉花糖般的外表，體型原本和棒球差不多，之後成長為足球大小。在金獨子等人打敗此世界線的鬼怪王後接下其地位與能力。

### 星座
隱密的謀略家（韓語：은밀한 모략가）
最初就關注金獨子等人的星座之一。熟悉《滅活法》的金獨子因對這個星座名字沒有印象，曾認為祂不是強大的星座，但後來這個星座展現了超出金獨子預料的財力，因而對祂有所改觀。
為本作中最神秘的星座之一，其力量之強大僅次於「最古老的夢」。轉世者島的主人石尊(釋尊)曾稱他為「站在輪迴盡頭的存在」。真身為《滅活法》原作中抵達結局的劉眾赫。
惡魔般的火之審判者（韓語：악마 같은 불의 심판자）
真身：大天使烏列爾（韓語：우리엘）
屬於「絕對善」派系的星座，《滅活法》中描述她是用地獄之火審判罪惡、極具正義感的強大星座。從最初就開始關注金獨子一行人的星座，特別中意金獨子和劉衆赫間的「戰友之愛」，經常在星流訊息中透露喜好。
緊箍兒的囚犯（韓語：긴고아의 죄수）
真身：齊天大聖孫悟空（韓語：제천 대성）
《滅活法》描述其有接近神話級星座的實力，是數一數二的強大星座。實際上由四個故事體組成：美猴王、弼馬溫、齊天大聖、鬪戰勝佛。從最初就開始關注金獨子一行人的星座。在主線任務#95最後緊箍被取下，能力解放而成為神話級星座「最古老的解放者（韓語：가장 오래된 해방자）」。
深淵的黑焰龍（韓語：심연의 흑염룡）
祂是星雲＜黑雲＞的領導者。成為祂的化身能夠大幅度的提升戰鬥力；然而，如果使用祂的力量太過頻繁將會導致神智遭受汙染，最終成為一個瘋狂的殺人魔。喜歡選擇擁有「中二病」特性的人類作為化身。因已超過五千歲，為維持理智而將心智年齡設定在十五歲，因此經常有中二病一般的舉動。
故事中疑似因韓秀英嬌小的體格和她早期自稱「第一使徒」的種種行徑，以為能和她合得來而願意成為她的背後星。韓秀英一開始以為得到強大的背後星而沾沾自喜，事後經常為其幼稚行徑感到困擾。
最晦暗的春日女王（韓語：가장 어두운 봄의 여왕）
真身：波瑟芬妮（韓語：페르세포네）
來自希臘神話，與黑帝斯共同管理星雲＜冥界＞。金獨子為拯救第41次回歸世界線的申流承前往冥界時，波瑟芬妮向其提出「蟒蛇狩獵」之任務作為交換同意提供協助。
富裕夤夜之父（韓語：부유한 밤의 아버지）
真身：黑帝斯（韓語：하데스）
來自希臘神話，與波瑟芬妮共同管理星雲＜冥界＞。在主線任務#60巨人族戰役最後將金獨子收為養子。
海上戰神
李舜臣，擊退豐臣秀吉的將軍。從聖人級星座解放為傳說級星座。
鼠輩的君主
喜歡找尋值得把玩的人作為化身，並享受自己的化身遭到其他化身蹂躪摧毀的受虐狂。
禿頭義兵長
其身分是朝鮮王朝時期的禪宗僧侶「四溟大師」。
防禦大師
孔弼斗的背後星，有強大的星痕能力。來自已經滅亡的世界。在主線任務#3金獨子的計謀下，與之簽定契約使孔弼斗成為金獨子的夥伴。
量產品製造者
量產許多裝備於星流系統販賣或作為任務獎勵，因此賺取為數龐大的coin，是星流系統數一數二富有的星座。作品包含「無限次元亞空間大衣」和「X級法拉基尼」等。
改變存在者
在主線任務#5開始關注金獨子等人，在星流訊息中以「喜好變換性別的星座」活動。至主線任務#99才透露星座修飾語，真實身分為北歐神話的洛基，屬於星雲＜阿斯嘉德＞。實際上也是「地平線的惡魔」。
最古老的夢
真身是成為星座並穿過第四面牆留在第四面牆後的金獨子，金獨子回到故事最開始的起點，劉眾赫的第0次，金獨子幫助劉眾赫沒失去任何同伴的情況下走到了第四面牆前，也就是劉眾赫經歷千次輪迴失去一切才達成隱密的謀略家的成就，不過劉眾赫希望能在沒有金獨子的幫助下能否到達如今的成就，於是在金獨子在講述會失去自己當前的記憶等後果，劉眾赫獲得【死亡回歸】的星痕能力的同時背後星也變成???。

## 重要設定
- 星座：《滅活法》世界觀中的強大存在，通常是在過去累積傳說故事而獲得力量的歷史名人或神話角色。能藉由星流放送觀賞鬼怪們的實況現場，將化身在主線任務中賣命掙扎的現場當成遊戲實況，也能為了實況的精采度向鬼怪提出各種要求。星座實力與過去累積的「故事」有關，星流放送系統會依據該星座累積的故事等級與數量判定星座等級。化身在沒有背後星的情況自行累積五個傳說級以上的故事也能成為星座[36]。
- 星雲：以星座為首組成的團體，通常由來自同一區域或神話故事的星座及其麾下化身所組成，同一星雲之星座和化身可在主線任務中彼此分享概然性、coin等，助於通關主線任務。著名星雲有＜奧林帕斯＞、＜阿斯嘉德＞、＜伊甸＞、＜吠陀＞、＜黃帝＞等。
- 背後星與化身：星座或星雲可以與化身締結契約，成為化身的背後星/背後星雲，而被選擇的化身將成為該星座/星雲的化身。成為星座的化身可以使用其背後星或背後星雲內星座的星痕，但也可能成為供背後星娛樂或利用的傀儡。
- 星痕：簡單來說就是星座的力量，通常會跟該星座的傳說故事相關。
- 星流放送（Star stream）：又叫做「星星直播」系統，是一個針對全宇宙的轉播活動，訂閱者是那些位於遙遠銀河頂端的星座們。
- 鬼怪：在星流放送上工作的實況主。
- 回歸者
- 第四面牆：金獨子的專用技能之一，可以阻擋幾乎所有針對金獨子的心理探查或攻擊、抵銷受傷所致之疼痛、阻擋他人及金獨子本人檢視金獨子的特性視窗等。擁有自我意識，會與金獨子對話、直接敘述金獨子內心想法，也會主動吞噬試圖操縱金獨子心理的敵人。此技能也是穿越「最後的一道牆」必要的鑰匙之一。實際上是來自第1863次回歸世界線的鬼怪王，協助tls123(1863次回歸的韓秀英)完成《滅活法》並被其要求保護金獨子，在《滅活法》內容成為現實時化為金獨子的技能以達成約定[37]。

## 歷史
- 2018年1月6日，全知讀者視角小說開始於Munpia連載。
- 2018年2月1日，全知讀者視角小說轉換為付費，並同時付費連載於Munpia、Naver series......等網路小說平台。
- 2020年2月2日，全知讀者視角小說宣布完結，並從除了Munpia與Naver series以外的地方下架。
- 2021年3月22日，作者sing N song宣布全知讀者視角小說尚未完結，同時，在平台上該作品的標示也改成休刊中。事實上這裡作者所表示的是原本的故事已經結束，但是他依舊會繼續撰寫外傳以及其延伸作品。
- 2023年2月15日，作者于金独子生日这天开始连载长篇外传。

## 媒體

### 小說

#### 韩版
连载版、电子书版、实体书版主体一致细节略有不同。
| 部数   | 电子单行本 | 电子单行本    | 电子单行本          | 胶装版 | 胶装版        | 胶装版                 | 胶装版                 | 胶装版              | 精装版 | 精装版        | 精装版                                                      | 精装版                |
| 部数   | 集數       | 發售日期      | 收录章节            | 集數   | 發售日期      | ISBN（胶装版）         | ISBN（胶装版套装）     | 收录章节            | 集數   | 發售日期      | ISBN                                                        | 收录章节              |
| ------ | ---------- | ------------- | ------------------- | ------ | ------------- | ---------------------- | ---------------------- | ------------------- | ------ | ------------- | ----------------------------------------------------------- | --------------------- |
| Part 1 | 1          | 2021年3月22日 | 序章~6章（1）       | 1      | 2022年1月20日 | ISBN 978-89-3496-731-6 | ISBN 978-89-3496-757-6 | 序章~6章（1）       | 1      | 2022年9月19日 | ISBN 978-89-3496-780-4 ISBN 978-89-3496-773-6（艺术套装版） | 序章~13章             |
| Part 1 | 2          | 2021年3月22日 | 6章（2）~10章（1）  | 2      | 2022年1月20日 | ISBN 978-89-3496-732-3 | ISBN 978-89-3496-757-6 | 6章（2）~10章（1）  | 1      | 2022年9月19日 | ISBN 978-89-3496-780-4 ISBN 978-89-3496-773-6（艺术套装版） | 序章~13章             |
| Part 1 | 3          | 2021年3月22日 | 10章（2）~15章（1） | 3      | 2022年1月20日 | ISBN 978-89-3496-733-0 | ISBN 978-89-3496-757-6 | 10章（2）~15章（1） | 1      | 2022年9月19日 | ISBN 978-89-3496-780-4 ISBN 978-89-3496-773-6（艺术套装版） | 序章~13章             |
| Part 1 | 4          | 2021年3月22日 | 15章（2）~19章（1） | 4      | 2022年1月20日 | ISBN 978-89-3496-734-7 | ISBN 978-89-3496-757-6 | 15章（2）~19章（1） | 2      | 2022年9月19日 | ISBN 978-89-3496-780-4 ISBN 978-89-3496-773-6（艺术套装版） | 14章~24章             |
| Part 1 | 5          | 2021年3月22日 | 19章（2）~23章（1） | 5      | 2022年1月20日 | ISBN 978-89-3496-735-4 | ISBN 978-89-3496-757-6 | 19章（2）~23章（1） | 2      | 2022年9月19日 | ISBN 978-89-3496-780-4 ISBN 978-89-3496-773-6（艺术套装版） | 14章~24章             |
| Part 1 | 6          | 2021年3月22日 | 23章（2）~27章（1） | 6      | 2022年1月20日 | ISBN 978-89-3496-736-1 | ISBN 978-89-3496-757-6 | 23章（2）~27章（1） | 3      | 2022年9月19日 | ISBN 978-89-3496-780-4 ISBN 978-89-3496-773-6（艺术套装版） | 25章~35章 外传 寻宝记 |
| Part 1 | 7          | 2021年3月22日 | 27章（2）~31章      | 7      | 2022年1月20日 | ISBN 978-89-3496-737-8 | ISBN 978-89-3496-757-6 | 27章（2）~31章      | 3      | 2022年9月19日 | ISBN 978-89-3496-780-4 ISBN 978-89-3496-773-6（艺术套装版） | 25章~35章 外传 寻宝记 |
| Part 1 | 8          | 2021年3月22日 | 32章~35章           | 8      | 2022年1月20日 | ISBN 978-89-3496-738-5 | ISBN 978-89-3496-757-6 | 32章~35章           | 3      | 2022年9月19日 | ISBN 978-89-3496-780-4 ISBN 978-89-3496-773-6（艺术套装版） | 25章~35章 外传 寻宝记 |
| Part 2 | 1          | 2021年9月13日 | 36章~40章（3）      | 1      | 2023年1月3日  | ISBN 978-89-3496-739-2 | ISBN 978-89-3496-739-2 | 36章~41章           | 4      | 2024年5月29日 |                                                             | 36章~47章             |
| Part 2 | 2          | 2021年9月13日 | 40章（4）~44章      | 2      | 2023年1月3日  | ISBN 978-89-3496-740-8 | ISBN 978-89-3496-739-2 | 42章~47章           | 4      | 2024年5月29日 |                                                             | 36章~47章             |
| Part 2 | 3          | 2021年9月13日 | 45章~49章（2）      | 2      | 2023年1月3日  | ISBN 978-89-3496-740-8 | ISBN 978-89-3496-739-2 | 42章~47章           | 4      | 2024年5月29日 |                                                             | 36章~47章             |
| Part 2 | 4          | 2021年9月13日 | 49章（3）~53章      | 3      | 2023年1月3日  | ISBN 978-89-3496-741-5 | ISBN 978-89-3496-739-2 | 48章~53章           | 5      | 2024年5月29日 | 48章~59章                                                   |                       |
| Part 3 | 1          | 2022年7月12日 | 54章~58章（1）      | 1      | 2023年1月3日  | ISBN 978-89-3496-742-2 | ISBN 978-89-3496-739-2 | 54章~59章           | 5      | 2024年5月29日 | 48章~59章                                                   |                       |
| Part 3 | 2          | 2022年7月12日 | 58章（2）~61章      | 1      | 2023年1月3日  | ISBN 978-89-3496-742-2 | ISBN 978-89-3496-739-2 | 54章~59章           | 5      | 2024年5月29日 | 48章~59章                                                   |                       |
| Part 3 | 3          | 2022年7月12日 | 62章~65章           | 2      | 2023年1月3日  | ISBN 978-89-3496-743-9 | ISBN 978-89-3496-739-2 | 60章~64章           | 6      | 2024年5月29日 | 60章~70章                                                   |                       |
| Part 3 | 4          | 2022年7月12日 | 66章~70章           | 3      | 2023年1月3日  | ISBN 978-89-3496-744-6 | ISBN 978-89-3496-739-2 | 65章~70章           | 6      | 2024年5月29日 | 60章~70章                                                   |                       |
| Part4  | 1          | 2023年1月30日 | 71章~74章           | 1      | 2023年9月11日 | ISBN 978-89-3496-745-3 | ISBN 978-89-3496-759-0 | 71章~75章           |        |               |                                                             |                       |
| Part4  | 2          | 2023年1月30日 | 75章~78章           | 2      | 2023年9月11日 | ISBN 978-89-3496-746-0 | ISBN 978-89-3496-759-0 | 76章~80章           |        |               |                                                             |                       |
| Part4  | 3          | 2023年1月30日 | 79章~82章           | 3      | 2023年9月11日 | ISBN 978-89-3496-747-7 | ISBN 978-89-3496-759-0 | 81章~86章           |        |               |                                                             |                       |
| Part4  | 4          | 2023年1月30日 | 83章~87章           | 3      | 2023年9月11日 | ISBN 978-89-3496-747-7 | ISBN 978-89-3496-759-0 | 81章~86章           |        |               |                                                             |                       |
| Part4  | 5          | 2023年1月30日 | 88章~92章           | 4      | 2023年9月11日 | ISBN 978-89-3496-748-4 | ISBN 978-89-3496-759-0 | 87章~92章           |        |               |                                                             |                       |
| Part5  | 1          | 2023年1月30日 | 93章~99章           | 1      | 2023年9月11日 | ISBN 978-89-3496-749-1 | ISBN 978-89-3496-759-0 | 93章~99章           |        |               |                                                             |                       |
| Part5  | 2          | 2023年1月30日 | 尾声1~尾声5         | 2      | 2023年9月11日 | ISBN 978-89-3496-750-7 | ISBN 978-89-3496-759-0 | 尾声1~作者后记      |        |               |                                                             |                       |

- 特别短篇
  - 连载版：
    - 今天我生日（特别篇）2022年2月15日
    - Episode ■.别人包的包子 2022年8月3日

  - 电子书：
    - 外传·記掛你的人 2022年7月12日 收录于Part 3之卷4
    - 外传·迷子 2023年1月30日 收录于Part 5之卷2
    - 作者后记 2023年1月30日 收录于Part 5之卷2

  - 精装版：
    - 外传·寻宝记 2022年9月19日 收录于Part 1之卷3

#### 台版
正體中文版小說版權由深空出版取得，與韓文電子單行本版、膠裝版、精裝版進度均非一一對應。經韓國授權，部分內容替換為連載版而非作者修訂版（韓國電子版及實體書使用版本）
| 部數   | 集數 | 發售日期      | ISBN               | ISBN（特裝版）     | ISBN（電子書）     | 收錄章節                                  |
| ------ | ---- | ------------- | ------------------ | ------------------ | ------------------ | ----------------------------------------- |
| Part 1 | 1    | 2021年8月3日  | ISBN 9789860614312 | ISBN 9789860614336 | ISBN 9789860614343 | 序章~10章（1）                            |
| Part 1 | 2    | 2021年8月3日  | ISBN 9789860614329 | ISBN 9789860614336 | ISBN 9789860614350 | 10章（2）~19章（1）                       |
| Part 1 | 3    | 2022年2月15日 | ISBN 9789860614374 | ISBN 9789860614367 | ISBN 9789860614381 | 19章（2）~28章（1）                       |
| Part 1 | 4    | 2022年8月3日  | ISBN 9786269618811 | ISBN 9786269618835 | ISBN 9786269618859 | 28章（2）~35章                            |
| Part 2 | 5    | 2022年8月3日  | ISBN 9786269618828 | ISBN 9786269618835 | ISBN 9786269618866 | 36章~44章                                 |
| Part 2 | 6    | 2023年4月1日  | ISBN 9786269688968 | ISBN 9786269688982 | ISBN 9786269688975 | 45章~53章                                 |
| Part 3 | 7    | 2023年8月3日  | ISBN 9786269702084 | ISBN 4711203880028 | ISBN 9786269747252 | 54章~61章                                 |
| Part 3 | 8    | 2023年8月3日  | ISBN 9786269702091 | ISBN 4711203880028 | ISBN 9786269747269 | 62章~70章 外傳 記掛你的人                 |
| Part 4 | 9    | 2024年2月15日 | ISBN 9786269773091 | ISBN 4711203880110 | ISBN 9786267412060 | 71章~78章                                 |
| Part 4 | 10   | 2024年2月15日 | ISBN 9786267412008 | ISBN 4711203880110 | ISBN 9786267412077 | 79章~87章                                 |
| Part 5 | 11   | 2024年8月3日  | ISBN 9786267412220 | ISBN 4711203880233 | ISBN 9786267412329 | 88章~97章                                 |
| Part 5 | 12   | 2024年8月3日  | ISBN 9786267412237 | ISBN 4711203880233 | ISBN 9786267412336 | 98章~99章 後記 1~5 外傳 迷子 作者後記 ■章 |

#### 陆版
由磨铁文化旗下磨型小说取得版权，于2023年起出版。
| 部数   | 集數 | 磨铁文化磨型小说            | 磨铁文化磨型小说       | 磨铁文化磨型小说 |
| 部数   | 集數 | 發售日期                    | ISBN                   | 收录章节         |
| ------ | ---- | --------------------------- | ---------------------- | ---------------- |
| Part 1 | 1    | 2023年3月24日               | ISBN 978-7-5125-1420-1 | 序章~12章        |
| Part 1 | 2    | 2024年5月1日（北京IDO场贩） | ISBN 978-7-5125-1605-2 | 13章~22章        |
| Part 1 | 3    | 2025年                      | ISBN 978-7-5125-1744-8 | 23章~34章        |

### 漫畫
原由L7公司发行，后由于该公司成为REDICE STUDIO子公司，并更名为Red Seven Co., Ltd.，发行更变为REDICE STUDIO。
| 部数   | 集數 | 大韩民国       | 大韩民国               | 大韩民国             | 中国大陆 | 中国大陆               | 中国大陆 |
| 部数   | 集數 | 發售日期       | ISBN                   | 收录章节             | 發售日期 | ISBN                   | 收录章节 |
| ------ | ---- | -------------- | ---------------------- | -------------------- | -------- | ---------------------- | -------- |
| Part 1 | 1    | 2020年12月22日 | ISBN 979-11-6428-401-6 | 序章~2章             | 2025年   | ISBN 978-7-5125-1949-7 | 序章~    |
| Part 1 | 2    | 2020年12月22日 | ISBN 979-11-6428-402-3 | 2章~4章              | 2025年   | ISBN 978-7-5125-1950-3 |          |
| Part 1 | 3    | 2021年7月21日  | ISBN 979-11-6428-543-3 | 5章~7章（19~28话）   | 2025年   | ISBN 978-7-5125-2015-8 |          |
| Part 1 | 4    | 2022年2月15日  | ISBN 979-11-6428-704-8 | 7章~9章（29~38话）   |          |                        |          |
| Part 1 | 5    | 2022年6月8日   | ISBN 979-11-6428-784-0 | 9章~10章（39~48话）  |          |                        |          |
| Part 1 | 6    | 2022年8月10日  | ISBN 979-11-6428-998-1 | 11章~13章（49-57话） |          |                        |          |
| Part 1 | 7    | 2022年9月7日   | ISBN 979-11-6428-884-7 | 13章~15章（58-66话） |          |                        |          |
| Part 1 | 8    | 2022年11月18日 | ISBN 979-11-6428-960-8 | 15~16章（67-83话）   |          |                        |          |
| Part 1 | 9    | 2023年3月10日  | ISBN 979-11-6963-079-5 | 16~18章（76~84话）   |          |                        |          |
| Part 1 | 10   | 2024年3月25日  | ISBN 979-11-6963-418-2 | 18~20章（85~94话）   |          |                        |          |
| Part 1 | 11   | 2024年12月23日 | ISBN 979-11-7304-237-9 | 20~21章（95~105话）  |          |                        |          |
| Part 1 | 12   | 2024年12月23日 | ISBN 979-11-7304-238-6 | 21~23章（106~117话） |          |                        |          |

### 動畫
2020年10月，REALIES Pictures CEO元东延（音译）在接受《东亚日报》的采访中表示，已与连载小说版的文笔雅签约，《全知读者视角》策划制作五部电影、五部电视剧以及数百话动画。
2024年7月6日（洛杉矶时间）的Anime Expo 2024上公布将由Aniplex以漫画版为基础制作动画。

### 電影
2019年9月與《與神同行》製作公司Realies Pictures簽下了五部曲電影的合約，同時也找來電影《恐怖攻擊直播》的導演金秉祐一同合作。

### 有声书
2023年10月16日，磨铁图书宣布，由磨铁数盟出品Flint 云湾演播的有声书《全知读者视角》（单播），已登录喜马、微信、番茄等多平台。

### 有声剧
2023年12月25日，磨铁出品藤韵文化制作的多人有声剧版发布预告，并于磨铁旗下无声工作室喜马拉雅账号上线预告试听。正剧第一季于2024年1月上旬发布，第一季包含陆版图书前两册内容。
2024年1月5日，磨铁宣布正剧定档于2024年1月15日上线喜马拉雅、漫播平台，第一季于2024年4月16日发布完毕。
2025年4月10日，磨铁宣布第二季上线喜马拉雅，内容为陆版图书第三册。

## 外部連結
| 網站 - https://novel.munpia.com/104753 （页面存档备份，存于）小說的Munpia官方網站（） - https://comic.naver.com/webtoon/list?titleId=747269&weekday=wed&page=7 （页面存档备份，存于）漫畫的NAVER Webtoon官方網站（） - https://www.webtoons.com/zh-hant/fantasy/duzhe/list?title_no=2089 （页面存档备份，存于）漫畫的LINE Webtoon官方網站（繁體中文） - 深空出版 （页面存档备份，存于）的官方網站（繁體中文） | - 全知读者视角动画公式网站 （页面存档备份，存于）的官方網站（繁體中文） | 其它 - https://novel.munpia.com/104753/page/1/neSrl/2913638 （页面存档备份，存于）小說完結後的作家訪談內容（） |